# Justin Jackson (baloncestista de 1995)
Justin Aaron Jackson (Houston, Texas, 28 de marzo de 1995) es un baloncestista estadounidense que pertenece a la plantilla de los Minnesota Timberwolves de la NBA. Con 2,01 metros de estatura, juega en la posición de alero.

## Trayectoria deportiva

### Primeros años
Jackson jugó en su etapa de instituto en la Homeschool Christian Youth Association (HCYA), una organización cristiana sin ánimo de grupo creada para dar servicio a estudiantes del área de Houston. En su última temporada promedió 31,5 puntos y 9,1 rebotes por partido, Pronto recibió innumerables ofertas de universidades prestigiosas para que se incorporara a sus equipos, como Baylor, Georgetown, Maryland, North Carolina State, Ohio State, Oklahoma, Oklahoma State, Texas, Texas A&M, Virginia, Virginia Tech o Washington. Finalmente se comprometió con North Carolina. Estuvo considerado como uno de los mejores jugadores de instituto del curso de 2014.
Fue seleccionado para disputar el McDonald's All-American Game, partido que reúne a los mejores jugadores de high school del año, donde anotó 23 puntos, con 11 de 12 en tiros de campo y fue elegido mejor jugador junto con Jahlil Okafor.

### Universidad
Jugó tres temporadas con los Tar Heels de la Universidad de Carolina del Norte en Chapel Hill, en las que promedió 13,8 puntos, 4,1 rebotes y 2,3 asistencias por partido. En 2017 fue pieza fundamental en la consecución del Campeonato de la NCAA, siendo incluido esa temporada en el primer equipo All-American consensuado. Fue además incluido en el mejor quinteto de la Atlantic Coast Conference, y elegido Jugador del Año  de la conferencia.

#### Estadísticas
| Año     | Equipo         | PJ  | PT  | MPP  | %TC  | %3P  | %TL  | RPP | APP | ROB | TPP | PPP  |
| ------- | -------------- | --- | --- | ---- | ---- | ---- | ---- | --- | --- | --- | --- | ---- |
| 2014–15 | North Carolina | 38  | 37  | 26.7 | .477 | .304 | .710 | 3.7 | 2.3 | .5  | .5  | 10.7 |
| 2015–16 | North Carolina | 40  | 38  | 28.4 | .472 | .298 | .667 | 3.9 | 2.8 | .6  | .4  | 12.7 |
| 2016–17 | North Carolina | 40  | 39  | 32.0 | .443 | .370 | .748 | 4.7 | 2.8 | .8  | .2  | 18.3 |
| Total   | Total          | 118 | 114 | 29.1 | .460 | .340 | .712 | 4.1 | 2.6 | .6  | .4  | 14.0 |

### Profesional
Fue elegido en la decimoquinta posición del Draft de la NBA de 2017 por los Portland Trail Blazers, pero fue traspasado a Sacramento Kings. Debutó como profesional el 19 de octubre, jugando como titular ante los Houston Rockets, logrando 5 puntos y 2 rebotes. En su primera temporada en el equipo promedió 6,7 puntos y 2,8 rebotes por partido.
El 6 de febrero de 2019, es traspasado junto a Zach Randolph a Dallas Mavericks, a cambio de Harrison Barnes.
El 27 de noviembre de 2020, Jackson, Trevor Ariza, una selección de segunda ronda de 2023 (de Dallas o Miami) y una selección de segunda ronda de 2026 fueron canjeados con Oklahoma City Thunder en un intercambio de tres equipos que involucró también a los Detroit Pistons. Tras unos meses en Oklahoma donde disputó 33 encuentros, el 5 de abril de 2021, los Thunders cortaron a Jackson.
El 21 de abril de 2021, Jackson firma con los Milwaukee Bucks. El 20 de julio de 2021 consiguió, con los Bucks, su primer anillo de campeón tras vencer a los Phoenix Suns en las Finales de la NBA.
El 15 de octubre de 2021, regresa a los Mavs, pero es espedido al día siguiente para firmar como afiliado con los Texas Legends de la G League. El 18 de diciembre firma por 10 días con Boston Celtics, y tras un encuentro vuelve a los Legends. Sin embargo, no llega a debutar con el equipo y el 5 de enero firma un contrato de 10 días con Phoenix Suns.
El 16 de septiembre de 2022 firma un contrato no garantizado con Boston Celtics.
El 9 de febrero de 2023 es traspasado a Oklahoma City Thunder a cambio de Mike Muscala, pero fue despedido al día siguiente sin llegar a debutar. El 23 de febrero firma con los Texas Legends.
El 21 de febrero de 2024 firma un contrato de 10 días con Minnesota Timberwolves.

## Estadísticas de su carrera en la NBA
|  | Denota temporada en la que ganó un Campeonato de la NBA |

### Temporada regular
| Año     | Equipo        | PJ  | PT | MPP  | %TC  | %3P  | %TL   | RPP | APP | ROB | TPP | PPP |
| ------- | ------------- | --- | -- | ---- | ---- | ---- | ----- | --- | --- | --- | --- | --- |
| 2017-18 | Sacramento    | 68  | 41 | 22.1 | .442 | .308 | .722  | 2.8 | 1.1 | .4  | .2  | 6.7 |
| 2018-19 | Sacramento    | 52  | 3  | 20.8 | .424 | .346 | .779  | 2.8 | 1.3 | .4  | .3  | 6.7 |
| 2018-19 | Dallas        | 29  | 11 | 18.3 | .484 | .372 | .724  | 2.3 | 1.0 | .3  | .0  | 8.2 |
| 2019-20 | Dallas        | 65  | 3  | 16.1 | .396 | .294 | .840  | 2.4 | .8  | .2  | .2  | 5.5 |
| 2020-21 | Oklahoma City | 33  | 3  | 16.5 | .406 | .306 | .857  | 2.2 | 1.5 | .5  | .1  | 7.2 |
| 2020-21 | Milwaukee     | 1   | 0  | 33.0 | .333 | .333 | .500  | 6.0 | 1.0 | .0  | .0  | 9.0 |
| 2021-22 | Boston        | 1   | 0  | 2.0  | .000 | –    | 1.000 | .0  | .0  | .0  | .0  | 2.0 |
| 2021-22 | Phoenix       | 6   | 0  | 5.8  | .357 | .333 | –     | 1.2 | .3  | .0  | .0  | 2.2 |
| 2022-23 | Boston        | 23  | 0  | 4.7  | .259 | .250 | .500  | .7  | .4  | .2  | .2  | .9  |
| Total   | Total         | 278 | 61 | 17.6 | .423 | .319 | .796  | 2.4 | 1.0 | .3  | .2  | 6.0 |

### Playoffs
| Año   | Equipo    | PJ | PT | MPP | %TC  | %3P  | %TL  | RPP | APP | ROB | TPP | PPP |
| ----- | --------- | -- | -- | --- | ---- | ---- | ---- | --- | --- | --- | --- | --- |
| 2020  | Dallas    | 3  | 0  | 5.3 | .167 | .000 | .500 | 1.0 | .0  | .0  | .0  | 1.3 |
| 2021  | Milwaukee | 5  | 0  | 2.8 | .500 | .000 | —    | .3  | .1  | .1  | .0  | 1.1 |
| Total | Total     | 8  | 0  | 3.8 | .364 | .000 | .500 | .6  | .1  | .1  | .0  | 1.2 |